# Капсийская культура
Капсийская культура — эпипалеолитическая археологическая культура Средиземноморья (культуры Магриба) IX—V тыс. лет до н. э.

## Артефакты и их анализ

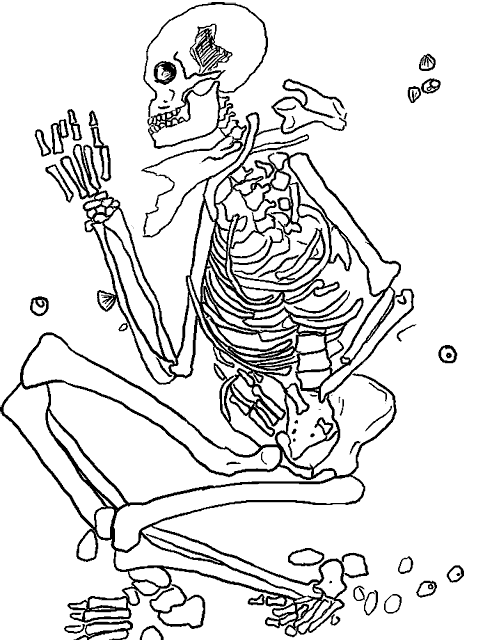
Человеческое захоронение Капсийской культуры

Названа по стоянке у города Гафса (Капса) в Тунисе. Культура впервые обнаружена в Тунисе. Сменяет оранскую культуру. Основные занятия — охота и собирательство (близ стоянок обнаружены кучи раковин). Капсийцы впервые начали использовать лук и стрелы, раньше, чем в Северной Европе. Найдены орнаментированные сосуды из страусиных яиц. Предполагается, что носители данной культуры оставили наскальные росписи в Северной Африке и Восточной Испании. Каменные орудия, преимущественно кремнёвые, микролиты, приведенные к геометрическим формам (вкладышами для составных орудий охоты). Артефакты в виде обломков посуды — из скорлупы страусовых яиц, нередко орнаментированные. Сходство характеров артефактов позднепалеолитических и мезолитических культур Средиземноморья указывает как на сходство географических условий, так и на тесные связи между носителями этих культур.

## Антропологический облик
Капсийцы принадлежали к средиземноморской ветви европеоидной расы
Английские учёные[кто?] на основе данных краниологии полагают, что капсийцы принадлежали к типу современного Homo sapiens, и были представлены двумя расами: прото-средиземноморская и мехтоидная.